# 181 a.C.

## Eventos
- Públio Cornélio Cetego e Marco Bébio Tânfilo, cônsules romanos.
- Lex Baebia é promulgada em Roma.
- Continua guerra dos romanos na Ligúria, parte da Gália Cisalpina. 
  - 40 000 apuanos e suas famílias (lígures bebianos) são deslocados da Ligúria para Sâmnio, na Itália central, como tentativa de pacificar a região.
- Irrompe a Primeira Guerra Celtibera. O principal comandante romano é Quinto Fúlvio Flaco.